# Ausano Labadini
Ausano Labadini (Milano, 14 ottobre 1844 – 20 novembre 1916) è stato un patriota e funzionario italiano.

## Biografia
Ancora quindicenne, nel maggio 1860 si arruolò volontario per la spedizione dei Mille con Giuseppe Garibaldi e fu nominato sergente; ottenne una medaglia di bronzo. Nel 1866, dopo aver ottenuto il diploma di ragioniere, si arruolò volontario per la Terza guerra d'indipendenza.
Tra il 1864 e il 1897 fu in servizio presso il comune di Milano, diventando capo dell'ufficio imposte dal 1881 e ragioniere capo del comune dal 1896.
Pubblicò alcuni lavori di storia della ragioneria. Dal 1898 «si dedicava con tutte le sue forze ad un vero apostolato di propaganda a pro del monumento a Napoleone III» e pubblicò alcuni saggi storici sul periodo risorgimentale. Di particolare importanza sono considerate le testimonianze nel suo ultimo volume del 1909, pubblicato in occasione del cinquantesimo anniversario della Seconda guerra d'indipendenza.
Il 18 aprile 1901 entrò a far parte del Consiglio di Amministrazione della Società Anonima Meccanica Lombarda, alias SAML, come 
uno dei tre sindaci.
A Roma gli è stata dedicata una via.

## Opere
- Riparto delle spese di insurrezione e guerra 1848-49 poste a carico del già Regno Lombardo Veneto, 1874.
- Il forno rurale Cooperativo, 1887. (4 edizioni)
- Sul credito della città di Milano verso la prima perequazione intercomunale delle spese per l'armata austriaca dal 18 marzo 1848 al 31 dicembre 1849 addebitate alla vecchia provincia di Milano, 1890.
- Sulle obiezioni mosse alla domanda di Milano pel rimborso della quota di conguaglio nelle spese occorse per l'armata austriaca dal 18 marzo 1848 al 31 dicembre 1849; Progetto di sistemazione finanziaria delle competenze riguardanti le tre zone provinciali nella contabilità del generale conguaglio delle spese anzidette, 1893.
- Monumento di gratitudine a Napoleone III ed all'Esercito Francese in Milano. Rapporto della Commissione Municipale, Milano, 1898.
- Notizie e dati statistici. Elenco dei soci della Società di Mutuo Soccorso dei reduci delle patrie battaglie Italia e Casa di Savoia, 1906.
- Milano ed alcuni momenti del Risorgimento italiano: frammenti di cronaca, Milano, 1909.